# حكومة توفيق أبو الهدى الثانية
حكومة توفيق أبو الهدى الثانية، هي الحكومة الثالثة عشر في عهد إمارة شرق الأردن. تشكلت الحكومة في 6 أغسطس 1939 وهو نفس اليوم الذي استقالت فيه حكومة توفيق أبو الهدى الأولى بسبب تعديل اسم المجلس التنفيذي إلى اسم مجلس الوزراء.

## أعضاء الحكومة
| الرقم | الإسم            | المهام الوزارية                        | ملاحظات |
| ----- | ---------------- | -------------------------------------- | ------- |
| 1     | توفيق أبوالهدى   | رئيسا للوزراء ووزيرا للخارجية والعدلية |         |
| 2     | أحمد علوي السقاف | قاضيا للقضاة ووزيرا للمعارف            |         |
| 3     | نقولا غنما       | وزيرا للتجارة والزراعة                 |         |
| 4     | رشيد المدفعي     | وزيرا للداخلية والدفاع                 |         |
| 5     | عبد الله النمر   | وزيرا للشؤون المالية والاقتصادية       |         |
| 6     | علي الكايد       | وزيرا للمواصلات                        |         |

في 9 مارس 1940، أجري التعديل الأول على هذه الحكومة كما يلي:
| الرقم | الإسم               | المهام الوزارية        | ملاحظات |
| ----- | ------------------- | ---------------------- | ------- |
| 1     | عبد المهدي الشمايلة | وزيرا للتجارة والزراعة |         |
| 2     | نقولا غنما          | وزيرا للمالية          |         |

## أهم الأحداث
لوحظ في نص مراسيم التأليف أن وزارات جديدة أنشئت لأول مرة في تاريخ البلاد، وذلك بسبب تعديل المعاهدة. وقد ربطت قيادة الجيش العربي بوزارة الدفاع. وعلى أثر نشوب الحرب العالمية الثانية في أيلول 1939، أعلنت الوزارة أنها تضع موارد البلاد في خدمة المجهود الحربي للحلفاء عملا بمنطوق المعاهدة الأردني البريطانية.